# 叙利亚总统
叙利亚总统是叙利亚的国家元首。总统权力广泛，可以全权委托给副总统。总统负责任命内阁成员以及军官。

## 参見
- 敘利亞國家元首列表